# CS Camelopardalis
CS Camelopardalis (CS Cam) je dvojhvězda v souhvězdí Žirafy. Označení B Cam bylo zavedeno Bodem a 2H Cam Heveliem.
Primární složka CS Camelopardalis A je modrobílý veleobr typu B9Ia s povrchovou teplotou 11 420 K. Průměr se odhaduje na osminásobek slunečního. Rychlost rotace na rovníku je asi 30 km/s a vzhledem k hmotnosti asi 12 Sluncí se předpokládá, že hvězda ukončí svůj život explozí v podobě supernovy. Její aktuální věk činí 16,5 ± 1 milion let.
Je klasifikována jako proměnná hvězda typu Alfa Cygni, zdánlivá magnituda kolísá mezi 4,19m až 4,23m. Společník, CS Camelopardalis B o velikosti 8,7 m se nachází 2,9 vteřiny od primární hvězdy.
CS Camelopardalis je podle nového měření paralaxy družicí Hipparchos 1 940 světelných let daleko (1,68 ± 0,50), tyto hodnoty jsou však zatíženy vysokou chybovostí. Hvězda je totiž ponořena do reflexní mlhoviny VDB 14. Mimo to je součástí souhvězdí Cam OB1, které mj. zahrnuje CE Camelopardalis a DL Camelopardalis.